# Nissoria

Ubicació de Nissoria dins la província

Nissoria (sicilià Nissurìa) és un municipi italià, dins de la província d'Enna. L'any 2007 tenia 2.975 habitants. Limita amb els municipis d'Agira, Assoro, Gagliano Castelferrato, Leonforte i Nicosia.

## Administració
| Període | Identitat       | Partit        |
| ------- | --------------- | ------------- |
| 2007-   | Filippo Buscemi | Llista cívica |